# Ivan Pritargov
Ivan Pritargov, bolgárul: Иван Притъргов (Burgasz, 1952. szeptember 15. – Burgasz, 2017. január 25.) válogatott bolgár labdarúgó, csatár.

## Pályafutása

### Klubcsapatban
1969 és 1974 között a Csernomorec labdarúgója volt. Az 1974–75-ös idényben a Trakija Plovdiv játékosa volt és gólkirályi címet szerzett az élvonalban. Ezt követően a CSZKA Szofija labdarúgója lett, ahol két idényen át szerepelt és egy bajnoki címet nyert a katonai csapattal. 1977-ben visszatért a Csernomorechez, ahol 1984-ben fejezte be az aktív labdarúgást.

### A válogatottban
1973 és 1974 között hat alkalommal szerepelt a bolgár válogatottban és két gólt szerzett.

## Sikerei, díjai
Trakija Plovdiv
- Bolgár bajnokság
  - gólkirály: 1974–75 (20 gól)

 CSZKA Szofija
- Bolgár bajnokság
  - bajnok: 1975–76